# 相模川 (滋賀県)
相模川（さがみがわ）は、滋賀県大津市を流れ琵琶湖に注ぐ淀川水系の一級河川。

## 地理
江戸時代には膳所藩の手により何度かの付替え工事がなされた。現在は滋賀県大津市膳所池ノ内町に源を発し北流、大津市におの浜と大津市由美浜の境界で琵琶湖に注ぐ。一級河川としての起点は滋賀県大津市膳所平尾町で区間長は2.3km。頻発する洪水被害の対策のため名神高速道路に沿って瀬田川に直接放流する大津放水路と呼ばれる地下トンネルへの、第２期工事による接続が計画されている。

## 流域の観光地
- 茶臼山公園（滋賀県大津市秋葉台）
- なぎさ公園（滋賀県大津市由美浜）